# Arquebisbat de Gaeta
L'arquebisbat de Gaeta (italià: arcidiocesi di Gaeta; llatí: Archidioecesis Caietana) és una seu de l'Església catòlica, immediatament subjecta a la Santa Seu, que pertany a la regió eclesiàstica Laci. El 2006 tenia 152.350 batejats d'un total de 160.150 habitants. Actualment està regida per l'arquebisbe Fabio Bernardo D'Onorio, O.S.B.

## Territori
El territori de l'arxidiòcesi comprèn diversos municipis de la província de Latina (Campodimele, Castelforte, Fondi, Formia, Gaeta, Itri, Lenola, Minturno, Monte San Biagio, Santi Cosma e Damiano, Sperlonga, Spigno Saturnia), el de les illes Poncianes i de la província de Frosinone (Ausonia, Coreno Ausonio, Pastena).
La seu arxiepiscopal es troba a la ciutat de Gaeta, on s'alça la basílica catedral de Santi Erasmo e Marciano e di Santa Maria Assunta.
El territori està dividit en 57 parròquies, agrupades en quatre arxiprestat: Fondi, Formia, Gaeta e Minturno.

## Història

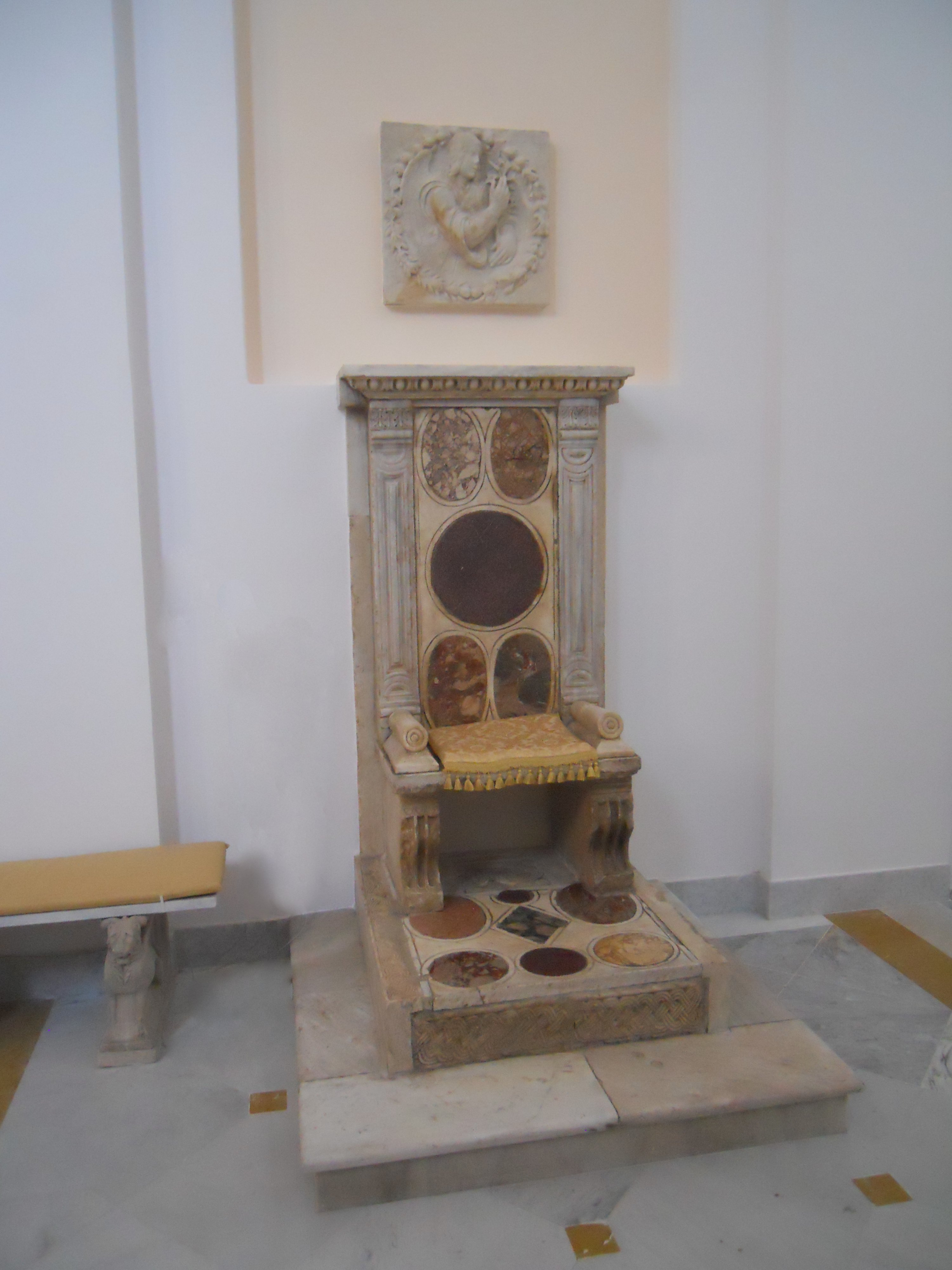
La càtedra episcopal, a la catedral de Gaeta (2014).

La fundació de la diòcesi coincideix amb el trasllat de la seu episcopal de Formia a Gaeta, que va tenir lloc en el moment de l'abandonament de la ciutat de Formia després d'un setge sarraí (859 aproximadament). El títol de bisbe de Formia es va posar per última vegada amb el bisbe Lleó II.
Al segle x es va unir a la diòcesi de Gaeta la de Traetto (l'antiga diòcesi de Minto, fusionant-se amb Formia al voltant del 590 i restaurada amb el nou nom sota el pontificat del Papa Lleó III).
La catedral de Gaeta va ser consagrada pel Papa Pasqual II i el bisbe Alberto un 22 de gener, probablement, de 1106 (i l'any, de Ferdinando Ughelli a Ludovico Antonio Muratori fins a Paul Fridolin Kehr oscil·la entre el 1099 i el 1110, és incert).
El 1818, després del concordat signat entre el Papa Pius VII i el rei de les Dues Sicílies Ferran I, es va unir a la diòcesi de Gaeta la de Fondi, que havia estat suprimida.
Immediatament subjecta a la Santa Seu des del principi, el 31 de desembre de 1848 la seu de Gaeta va ser elevada a arxidiòcesi pel Papa Pius IX, en ocasió del seu exili a la ciutat.

## Cronologia episcopal
- Campolo † (citat el 790) (bisbe de Formia)
- Giovanni I o Leone I † (citat el 840) (bisbe de Formia)
- Costantino † (846 – finals de 855)
- Leone II † (citat el 861)
- Rainulfo † (citat el 870)
- Docibile † (citat el 879)
- Buono † (citat el 880)
- Rainulfo † (citat el 911)
- Marino I † (segle x)
- Adeodato † (segle x)
- Leone III † (segle x)
- Pietro I † (segle x)
- Giovanni II † (citat el 963)
- Bernardo I † (citat el 969)
- Stefano † (citat el 983)
- Leone IV † (citat el 995)
- Bernardo II † (997 - 1009)
- Marino II † (citat el 1007 aproximadament)
- Teodorico † (citat el 1035 aproximadament)
- Leone V † (citat el 1050)
- Trasmondo † (citat el 1075)
- Rinaldo, O.S.B. † (inicis de 1090 - finals de 1093)
- Alberto † (inicis de 1105 - finals de 1110)
- Riccardo I, O.S.B. † (1120 - de maig de 1141)
- Bertoldo † (1141 - ?)
- Giaquinto † (? - 1158)
- Rinaldo, O.S.B. † (inicis de 1169 - 1171 nomenat arquebisbe de Bari)
- Pietro II † (? - 1200 mort)
- Egidio † (30 de desembre de 1200 - ?)
- Gualtiero † (1220 - ?)
- Adenolfo † (1223 - desembre de 1238)
- Riccardo II † (de desembre de 1238 - ?)
- Pietro da Terracina, O.P. † (31 de març de 1252 - ?)
- Benvenuto † (31 de gener de 1256 - 1276 mort)
- Bartolomeo † (21 de desembre de 1276 - ?)
- Matteo Mirabello † (1290 - 1305 mort)
- Francesco Bruno, O.F.M. † (18 de febrer de 1306 - 1320 mort)
- Francesco Gattola † (21 d'agost de 1321 - 8 d'octubre de 1340 mort)
- Antonio Aribandi, O.F.M. † (25 de maig de 1341 - 1344 mort)
- Ruggero Friezie † (10 de novembre de 1348 - 1372 mort)
- Giovanni III † (9 d'abril de 1375 - ? mort)
- Pietro IV † (1381 - 23 de març de 1395 mort)
- Agostino, O.E.S.A. † (12 de novembre de 1395 - d'agost de 1397 mort)
- Ubertino Lipari, O.F.M. † (18 d'agost de 1397 - 1399 mort)
- Niccolò, O.S.B. † (24 de desembre de 1399 - 14 de maig de 1404 nomenat bisbe d'Isernia)
- Marino Merula † (14 de maig de 1404 - ? mort)
- Antonio da Zagarolo, O.F.M. † (20 de maig de 1422 - 1427 mort)
- Giovanni de Normannis † (15 d'octubre de 1427 - de novembre de 1440 mort)
- Felice Fajadelli, O.P. † (24 de gener de 1441 - 1444 dimití)
- Giacomo di Navarra † (22 de maig de 1444 - 1461 mort)
- Francesco Patrizi † (4 d'octubre de 1463 - 1494 mort)
- Baccio Ugolini † (24 d'agost de 1494 - 1494 mort)
- Paolo Odierna † (22 d'octubre de 1494 - 13 d'agost de 1506 mort)
- Fernando Herrera † (4 de novembre de 1506 - 1518 mort)
- Tommaso De Vio, O.P. † (13 d'abril de 1519 - 10 d'agost de 1534 mort)
- Esteban Gabriel Merino † (17 de febrer de 1535 - 28 de juliol de 1535 mort)
- Pedro Flores † (31 de gener de 1537 - 3 de maig de 1540 mort)
- Antonio Lunello † (19 de gener de 1541 - 1559 mort)
- Pietro Lunello † (30 de gener de 1566[2] - 7 de maig de 1587 mort)
- Alfonso Laso Sedeño † (12 d'octubre de 1587 - 7 de febrer de 1596 nomenat arquebisbe de Càller)
- Giovanni de Gantes † (28 de maig de 1598 - 28 d'abril de 1604 nomenat bisbe de Mazara del Vallo)
- Domingo (Pedro) de Oña, O. de M. † (27 de juny de 1605 - 13 d'octubre de 1626 mort)
- Jacinto del Cerro, O.P. † (3 d'abril de 1634 - 13 d'octubre de 1635 mort)
- Jerónimo Domín Funes, O. Carm. † (14 de desembre de 1637 - 23 d'abril de 1650 mort)
- Gabriel Ortiz de Orvé † (28 d'octubre de 1651 - 1662 mort)
- Juan de Paredes, C.R.S.A. † (17 d'abril de 1662 - 22 d'agost de 1662 mort)
- Baltasar Valdés y Noriega † (6 de juliol de 1665 - 29 de desembre de 1667 mort)
- Martino Ibáñez y Villanueva † (16 de juny de 1670 - 27 de maig de 1675 nomenat arquebisbe de Reggio Calàbria)
- Antonio del Río Colmenares † (27 d'abril de 1676 - 14 de març de 1678 nomenat arquebisbe d'Acerenza i Matera)
- Lorenzo Mayers Caramuel, O. de M. † (18 d'abril de 1678 - 26 de febrer de 1683 mort)
- José Sanz de Villaragut, O.F.M. † (6 de desembre de 1683 - 2 de gener de 1693 nomenat bisbe de Pozzuoli)
- José Guerrero de Torres, O.E.S.A. † (13 d'abril de 1693 - 26 de març de 1720 mort)
- Carlo Pignatelli, C.R. † (14 de gener de 1722 - 21 de març de 1730 mort)
- Santiago Pinaque, O.Carm. † (11 de desembre de 1730 - d'abril de 1737 mort)
- Francesco Lanfreschi † (12 de juny de 1737 - 21 de maig de 1738 nomenat arquebisbe d'Acerenza i Matera)
- Gennaro Carmignano, C.R. † (24 de novembre de 1738 - 11 d'agost de 1770 mort)
- Carlo Pergami † (16 de desembre de 1771 - de juliol de 1785 mort)
- Gennaro Clemente Francone † (27 de febrer de 1792 - 18 de desembre de 1797 nomenat bisbe de Troia)
- Riccardo Capece Minutolo, O.S.B. † (18 de desembre de 1797 - 3 de setembre de 1801 mort)
- Michele Sanseverino † (26 de juny de 1805 - 1812 mort)
- Francesco Buonomo † (25 de maig de 1818 - 1827 mort)
- Luigi Maria Parisio † (25 de juny de 1827 - 26 de gener de 1854 mort)
- Filippo Cammarota † (23 de juny de 1854 - 23 de febrer de 1876 mort)
- Nicola Contieri, O.S.B.I. † (3 d'abril de 1876 - 14 de desembre de 1891 dimití)
- Francesco Niola † (14 de desembre de 1891 - 14 d'agost de 1920 mort)
- Pasquale Berardi † (21 d'abril de 1921 - 9 de maig de 1925 dimití)
- Dionigio Casaroli † (14 d'agost de 1926 - 24 de febrer de 1966 mort)
- Lorenzo Gargiulo † (24 de febrer de 1966 - 26 de gener de 1973 dimití)
- Luigi Maria Carli † (26 de gener de 1973 - 14 d'abril de 1986 mort)
- Vincenzo Maria Farano † (14 d'agost de 1986 - 12 de febrer de 1997 jubilat)
- Pier Luigi Mazzoni † (12 de febrer de 1997 - 20 de setembre de 2007 jubilat)
- Fabio Bernardo D'Onorio, O.S.B., des del 20 de setembre de 2007

## Estadístiques
A finals del 2004, la diòcesi tenia 152.350 batejats sobre una població de 160.150 persones, equivalent al 95,1% del total.
| any  | població | població | població | sacerdots | sacerdots       | sacerdots       | sacerdots             | diaques | religiosos | religiosos | parroquies |
| ---- | -------- | -------- | -------- | --------- | --------------- | --------------- | --------------------- | ------- | ---------- | ---------- | ---------- |
| any  | batejats | total    | %        | total     | clergat secular | clergat regular | batejats por sacerdot | diaques | homes      | dones      |            |
| 1950 | 108.900  | 108.000  | 100,8    | 97        | 78              | 19              | 1.122                 |         | 26         | 113        | 43         |
| 1969 | 129.698  | 130.800  | 99,2     | 116       | 80              | 36              | 1.118                 |         | 41         | 322        | 50         |
| 1980 | 136.361  | 143.630  | 94,9     | 110       | 66              | 44              | 1.239                 |         | 48         | 298        | 54         |
| 1990 | 149.000  | 152.000  | 98,0     | 90        | 56              | 34              | 1.655                 | 1       | 36         | 219        | 57         |
| 1999 | 153.000  | 156.150  | 98,0     | 85        | 56              | 29              | 1.800                 | 19      | 29         | 223        | 57         |
| 2000 | 155.000  | 158.100  | 98,0     | 87        | 58              | 29              | 1.781                 | 19      | 32         | 225        | 57         |
| 2001 | 151.200  | 159.153  | 95,0     | 81        | 53              | 28              | 1.866                 | 19      | 31         | 225        | 57         |
| 2002 | 151.200  | 159.153  | 95,0     | 82        | 54              | 28              | 1.843                 | 18      | 31         | 225        | 57         |
| 2003 | 150.000  | 159.124  | 94,3     | 83        | 55              | 28              | 1.807                 | 18      | 31         | 225        | 57         |
| 2004 | 159.175  | 159.315  | 99,9     | 82        | 55              | 27              | 1.941                 | 18      | 30         | 229        | 57         |
| 2006 | 152.350  | 160.150  | 95,1     | 81        | 54              | 27              | 1.880                 | 18      | 30         | 216        | 57         |